# Итальянский лёд
Итальянский лёд — холодный десерт, который готовится путём замораживания смеси сиропа и фруктового пюре определённого типа. Существует множество рецептов приготовления «итальянского льда», которые различаются главным образом типом сиропа и используемого фруктового пюре. В целом процесс напоминает приготовление мороженого. Все ингредиенты тщательно перемешиваются в блендере и подвергаются заморозке. Качество «итальянского льда» зависит главным образом от типа используемого сиропа.
Иногда встречается название «гурманский итальянский лёд». Он отличается от обычного «итальянского льда» тем, что при его изготовлении используется сразу несколько видов фруктов. Типичными компонентами этого десерта являются вишня, кокос, черника и лимон. В зависимости от места изготовления, могут также быть использованы апельсины, шоколад, а также другие ингредиенты.